# Östergötlands runinskrifter 33

Runinskrift Ög 33 är en lagad, halv runsten som står i närheten av Å kyrka i Å socken, Östergötland. Ytterligare två runstenar står här på åskammen, nämligen Ög 31 och Ög 32.

## Stenen
Materialet är ljusröd granit. Höjden är 155 cm, bredden 60 cm och tockleken 25 cm. Slingan med runor går längs stenens vänstra ytterkant. Stenen är alltså skadad och endast två av dess kvarvarande och ihopsatta fragment står nu på en mindre höjd i ett öppet odlingslandskap, dit den flyttades från gamla kyrkan, Å Ödekyrka. Den översatta runinskriften följer nedan:

## Inskriften
- Runsvenska: -a : iftiR : saibiurn ÷ faþur ÷ sin
- Normaliserad: æftiR Sæbiorn, faður sinn
- Nusvenska: ... efter Säbjörn, sin fader.